# Leptaleus sasajii
Leptaleus sasajii is een keversoort uit de familie snoerhalskevers (Anthicidae). De wetenschappelijke naam van de soort is voor het eerst geldig gepubliceerd in 2001 door Sakai & Telnov.